# Michael Gateley
Michael Anthony Gateley (Delhi, 13 juni 1904 - onbekend) was een Indiaas hockeyer. 
Gateley won met de Indiase ploeg de olympische gouden medaille in 1928. Gateley speelde mee in drie wedstrijden en maakte twee doelpunten.

## Resultaten
- 1928  Olympische Zomerspelen in Amsterdam